# Vi (Sundsvall)
Vi (ältere Schreibweisen Vii, Wii, Wi, inoffiziell auch Alnö-Vi) ist ein Ort (tätort) in der schwedischen Provinz Västernorrlands län, in der historischen Provinz Medelpad.

## Lage
Vi gehört zur Gemeinde Sundsvall, innerhalb dieser zum Gemeindeteil (kommundel) und seit 1. Januar 2016 zum Distrikt Alnö. Der Ort liegt etwa 35 km Luftlinie südwestlich der Provinzhauptstadt Härnösand und etwa 8 km nordöstlich des Zentrums von Sundsvall an der westlichen Seite der Insel Alnön in der Bottensee. Die Insel ist durch die dort etwa 1 km breite Meerenge Alnösundet vom Festland getrennt. Am gegenüberliegenden Ufer befinden Johannedal und Tunadal, Ortsteile von Sundvall. Vi ist mit fast 6000 Einwohnern der drittgrößte Ort der Gemeinde (2015).
Bei Vi erreicht die gut 1 km lange Alnöbrücke (Alnöbron) die Insel. Die Brücke wurde von 1961 bis 1964 errichtet und war bis zur Eröffnung der Ölandsbrücke 1972 die längste Brücke Schwedens. Über die Brücke führt die Straße Y615, die im Norden von Sundsvall, beim Stadtteil Bydalen, von der Europastraße 4 abzweigt. In Nord-Süd-Richtung durchquert die Y665 den Ort. Nach Sundsvall, wo sich auch der nächstgelegene Bahnhof befindet, besteht Stadtbusverbindung.

## Geschichte
Der Ortsname bezieht sich vermutlich auf einen germanischen Opferplatz, der sich im 5. Jahrhundert im Bereich der heutigen Siedlung befand. Der Ort selbst geht auf die Dörfer Alvik und Vi zurück, die mit der Errichtung von Sägewerken im 19. Jahrhundert größere wirtschaftliche Bedeutung erlangten (Alviks sågverk 1869, Wii sågverk 1876) und allmählich zusammenwuchsen. Sie gehörten zunächst zum Kirchspiel Alnö socken, dessen Zentrum sich etwas nördlich befand und aus dem 1872 die Landgemeinde Alnö landskommun gebildet wurde. Zum 1. Januar 1965 ging die Landgemeinde in der Stadt Sundsvall auf, aus der 1971 die heutige Gemeinde (kommun) hervorging.
Bis 1980 wurde der Tätort unter dem Namen Alvik geführt. Seit 2015 gehört das südlich anschließende Gustavsberg zum Tätort Vi.

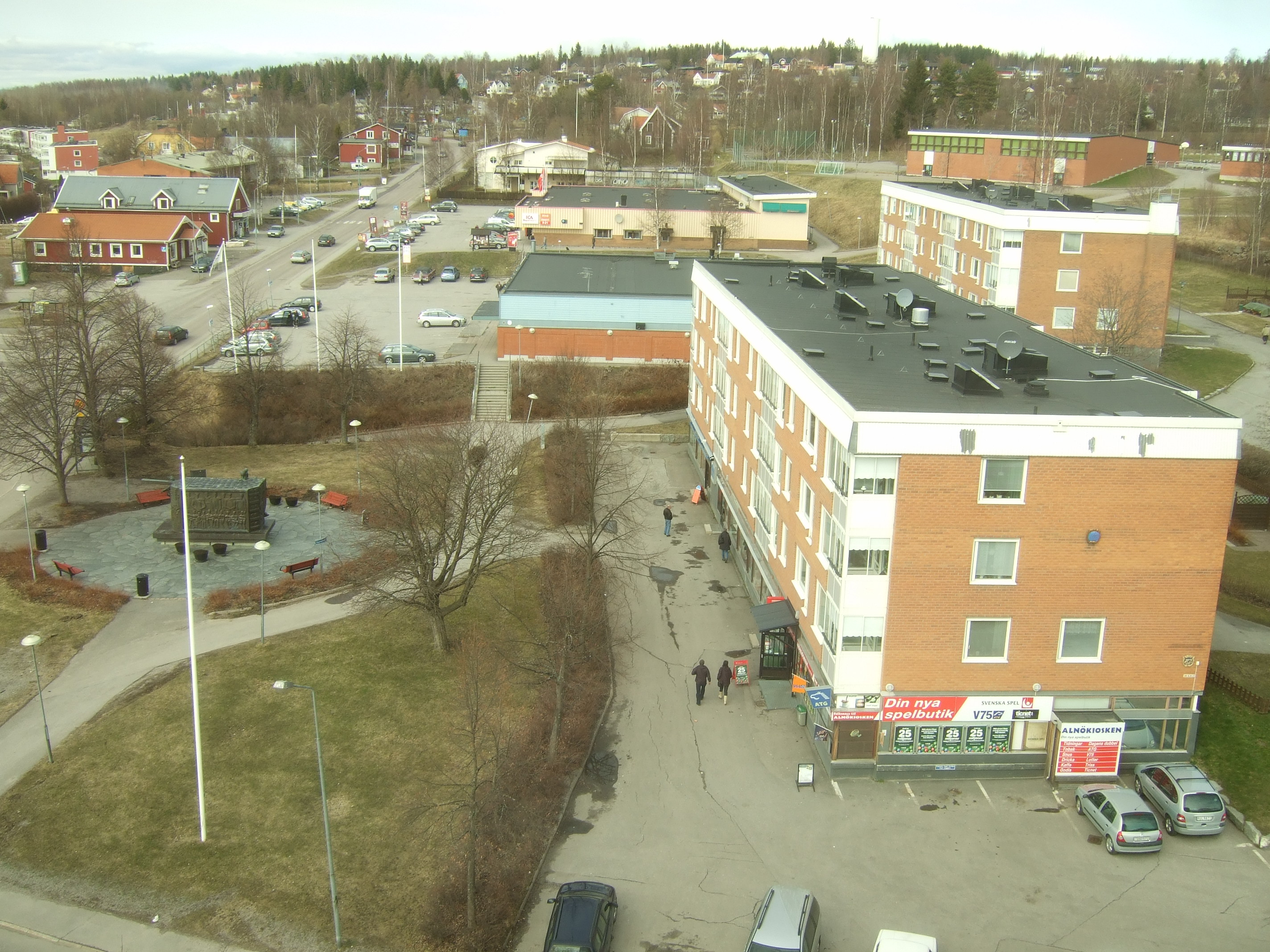
Ortszentrum, links das „Sägewerksmonument“
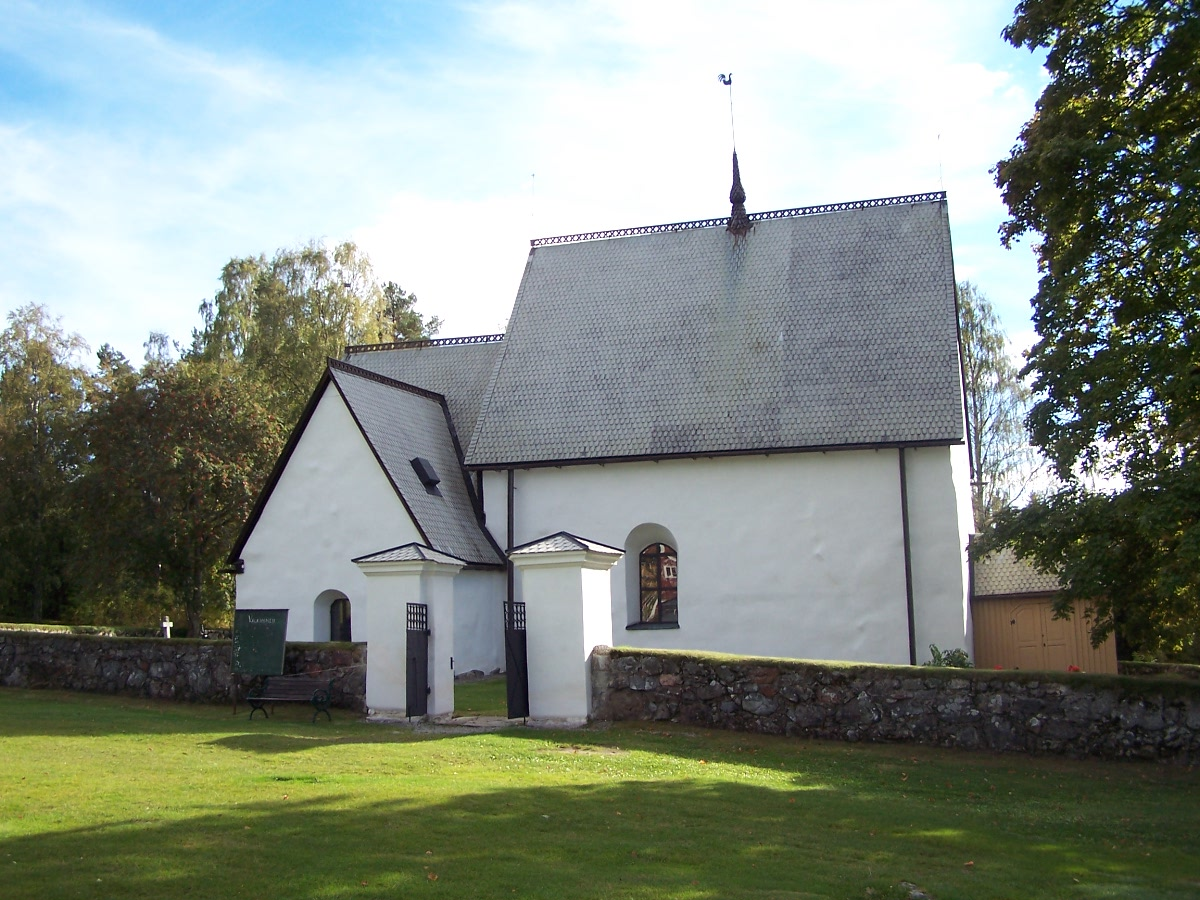
Alte Alnö-Kirche
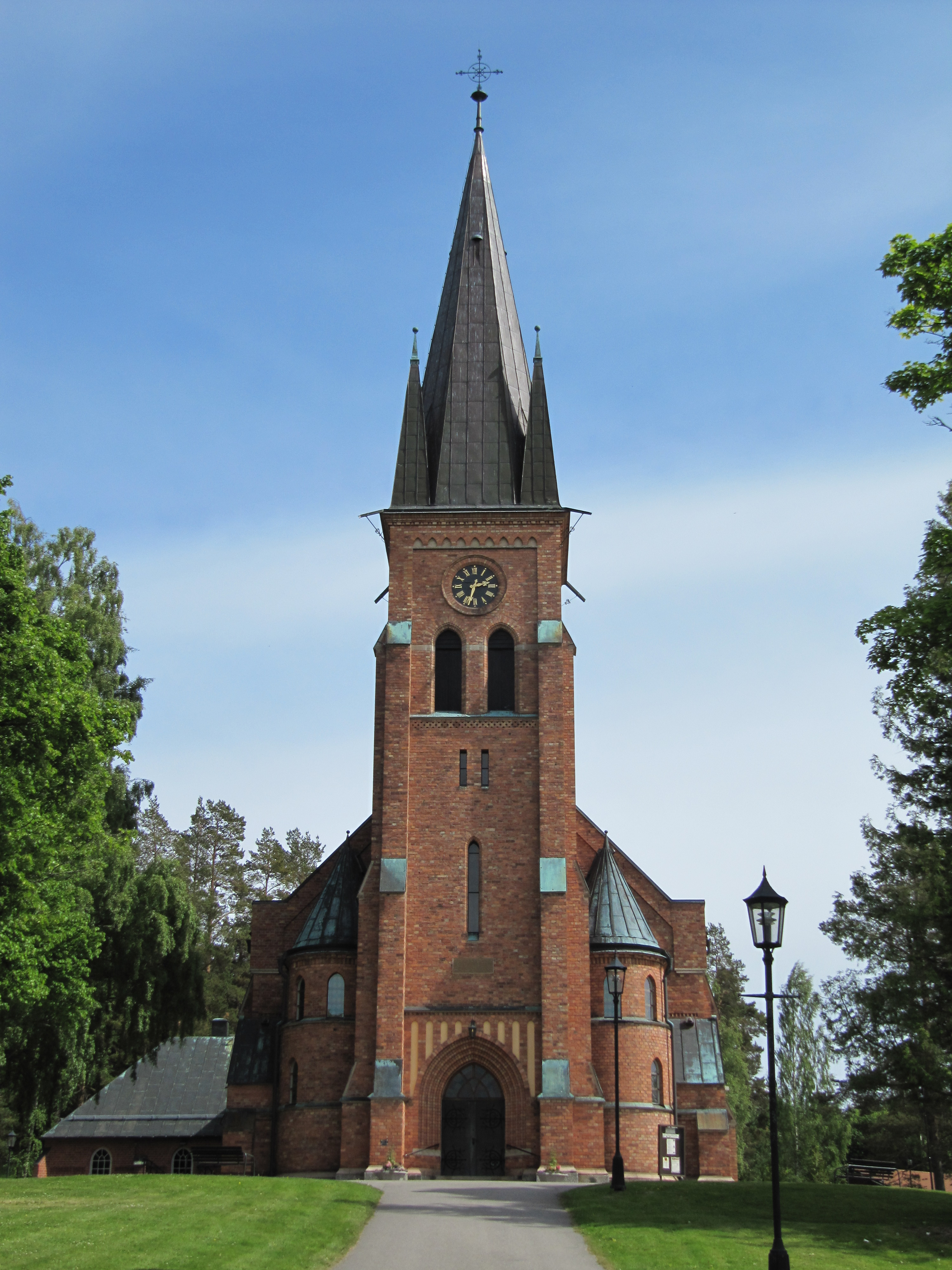
Neue Alnö-Kirche
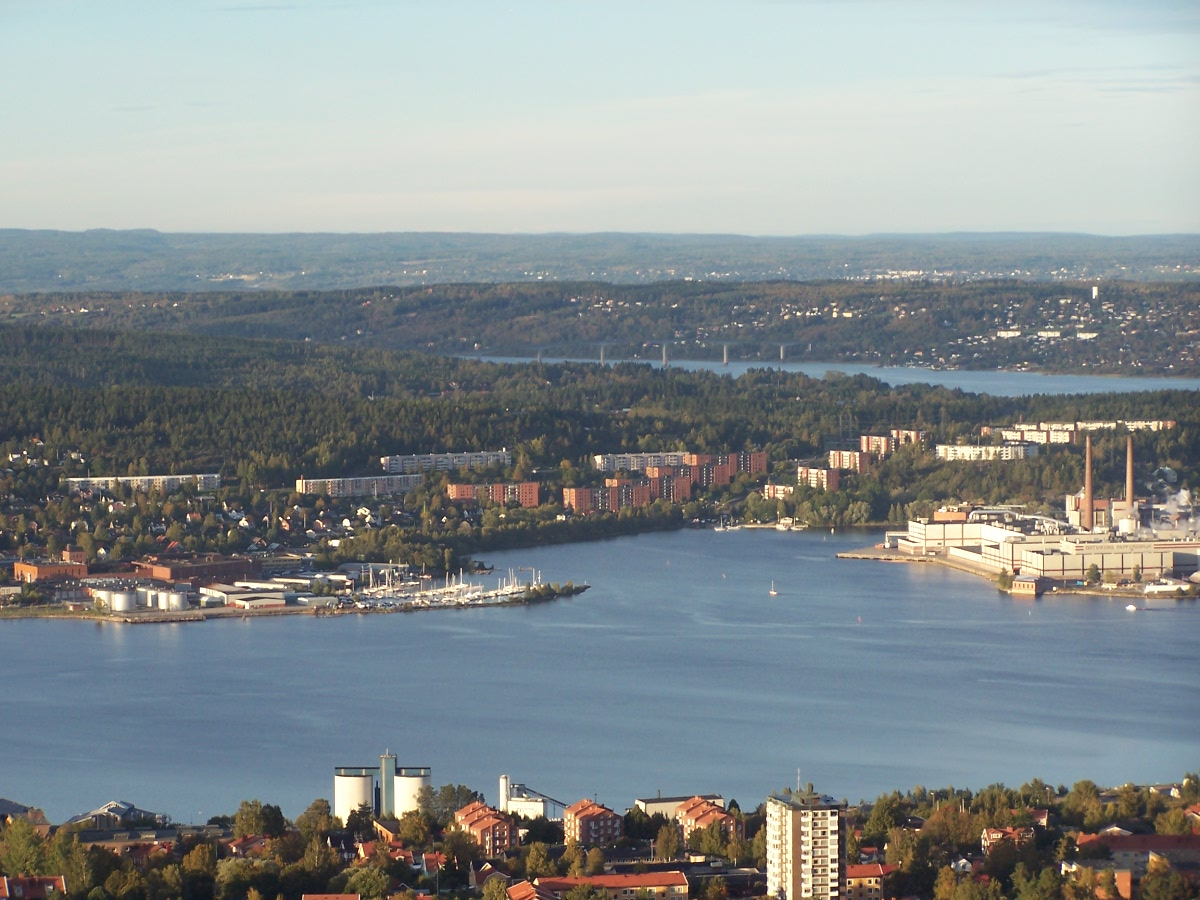
Blick von Sundsvall zur Alnöbrücke, rechts davon auf der Insel die Ortslage Vi

## Sehenswürdigkeiten
Am nördlichen Ortsrand, beim Ortsteil Rökland, befinden sich die Alte und die Neue Alnö-Kirche (Alnö gamla kyrka und Alnö nya kyrka), als Zentren des gleichnamigen Kirchspiels. Die alte Kirche entstand ab dem 12. Jahrhundert, in der heutigen Form im 15.–18. Jahrhundert. Die neue Kirche des Architekten Ferdinand Boberg wurde zwischen 1893 und 1896 im neugotischen Stil anstelle einer 1861–1863 erbauten und im Juni 1888 niedergebrannten Holzkirche errichtet.
In der Ortsmitte steht seit 1985 das Denkmal Sågverksminnet, das an die „Sägewerksepoche“ erinnert, die mit der Schließung der beiden letzten der ehemals etwa zwanzig Sägewerke der Insel zu Ende ging (das letzte Sägewerk im heutigen Vi, das Alvik-Sägewerk, stellte seinen Betrieb bereits 1950 ein). Das Denkmal wurde von dem 1922 auf der Insel geborenen Künstler Aston Forsberg geschaffen.

## Sport
In Vi ist der vor allem für seine Frauenfußballmannschaft bekannte Verein Alnö IF ansässig. Sein Stadion Släda idrottsplats befindet sich etwas außerhalb an der Straße zur Ostküste der Insel, ein weiteres, Äppellunda idrottsplats, nahe der Ortsmitte.